# 中國太平保險

中保國際（中國太平保險前身）標誌

中國太平保險控股有限公司（港交所：0966），前稱中保國際控股有限公司，是一家在香港交易所上市的金融公司，總部設在香港。公司主要業務是投資控股，公司及其附屬公司的主要業務為：再保險、人壽保險、財產保險、資產管理、再保險經紀及養老金管理。母公司是中國太平保險集團公司。2009年起，公司由中保國際改為現時稱呼。
2009年12月22日香港民安保險改名為中國太平保險（香港），跟母公司中國太平保險集團名稱統一，令品牌形象更鮮明。
太平人壽為中國太平子公司，分別由中國太平，荷蘭保險公司富傑（Ageas）持有，持股比例分別為75.1%及24.9%。

## 沿革

### 太平保险
- 1929年11月20日，金城银行（中銀香港前身）创办太平水火保险公司，注册资金100万元，办理水、火、船壳、汽车等保险。太平水火保险公司由金城银行行长周作民任总经理，丁雪农任第一协理，王伯衡任第二协理。
- 1930年2月19日，太平水火保险公司在上海江西路212号金城银行大厦（现江西中路200号交通银行上海分行）正式开业，太平保险事业从此开展。
- 1933年，太平保险收购东莱银行旗下安平保险公司。
- 1934年，交通银行、大陆银行、中南银行、国华商业银行、东莱银行、四行储蓄会先后入股太平，与金城银行共同成为太平保险的七大股东，太平保险总资本扩充为500万元。
- 1935年5月，太平、安平、丰盛三家保险公司总经理处成立。
- 1935年在香港设立支公司。
- 1936年，收购中国垦业银行旗下中国天一保险公司，成立太平、安平、丰盛、中国天一总经理处。太平保险成为最大的华商保险公司之一。
- 1937年，国民政府修正公布《保险业法》及《保险业法施行法》，规定同一保险企业不得兼营损失保险与人身保险。1938年12月30日，太平保险公司人寿保险部分立为太平人寿保险股份有限公司。
- 1949年5月上海市解放后，太平带头参与组建“上海民联分保交换处”，集中办理私营保险公司的分保交换。
- 1950年3月太平保险公司香港代理处升为香港分公司。
- 1951年来自上海和天津自愿参加合并的28家私营保险公司组成了两个集团，分别为太平保险公司和新丰保险公司。1951年年11月1日，公私合营太平保险公司正式开业，由上海12家公司和天津3家公司组成，即太平、安平、中国天一、太安丰、华商联合、福安、宝隆、建国、大丰、大信、裕民、扬子和大昌、中安、中国平安共计15家，资本总额定为100亿元。孙文敏、谢寿天、林震峰、郭雨东、顾濂溪、阎达寅、杜天荣、杨海泉8人担任公方董事，周作民、丁雪农等担任私方董事。
- 1951年太平保险公司总管理处董事会在香港成立“太平保险公司驻港常董办事处”，领导太平保险香港分公司，由孙文敏和太平总管理处总经理丁雪农担任驻港常董。
- 1956年，国内两家公私合营新丰、太平保险公司合并为公私合营太平保险公司。新公司的总部迁往北京，国内不再设立分支机构，两公司在国内已承保各险的未到期责任，全部转移给中国人民保险公司。太平保险公司驻外设有：香港分公司经理曹伯忠、新加坡分公司经理陈克勤、吉隆坡支公司经理黄纪良、雅加达分公司经理古简生等。
- 1958年，太平保险全面停办国内保险业务。
- 2001年9月4日，中保国际宣布参股太平人寿，股份占比50.05%；10月19日，富通国际（FORTIS）也成功入股太平人寿，股份占比24.9%，其余25.05%股份为中国保险股份有限公司持有。
- 2002年，中国人寿保险股份有限公司香港分公司与太平人寿保险有限公司重组合并，以中国人寿保险股份有限公司香港分公司对外营业。
- 2003年，中国人寿保险股份有限公司香港分公司股权转让给中国人寿。
- 2011年8月17日中國太平斥資2.64億人民幣，向工銀亞洲收購太平財險9.44%股權，收購完成後，持股量將增至61.21%

### 中国保险
- 1931年11月1日，中国保险股份有限公司在上海外滩仁记路（今滇池路）中国银行行址正式开业。实收资本250万元。为中国银行开办。经理宋汉章。
- 1933年，设立寿险部，开办人寿保险业务。
- 1938年在香港设立分公司。
- 1938年分立中国人寿保险股份有限公司。
- 1941年12月，“珍珠港事件”爆发后，日军占领上海租界。上海中国保险总管理处将一部分职工派往重庆，在重庆设立了中国保险总管理处办公室。
- 1944年12月27日，遵照国民政府财政部的行业训令，中国保险股份有限公司更名为中国产物保险股份有限公司。
- 1946年，中国产物保险股份有限公司迁至上海四川中路270号办公。
- 1951年，中国保险股份有限公司完成公私合营，总管理处迁往北京。香港分公司驻德辅道中2A号中国银行大厦四层。
- 1983年，中国保险（英国）有限公司获准成立。
- 1991年，华保株式会社成立（后更名为中国保险服务日本有限公司）。
- 1992年，香港中国保险（集团）有限公司成立，并改组为中国人民保险公司在港澳地区附属公司的控股公司，与中国保险股份有限公司实行“两块牌子、一套班子”的管理模式；
- 1993年，中国保险（英国）有限公司成为中国保险股份有限公司全资附属公司。中国保险（卢森堡）有限公司成立。
- 1994年，中国保险（新西兰）有限公司成立。
- 1995年，中国保险（德国）有限公司成立。
- 1996年，中国保险印度尼西亚有限公司获准营业；同年，华夏再保险顾问有限公司在香港注册成立。
- 1998年，中国保险股份有限公司改组为原中国人民保险（集团）公司所有境外营业性机构的最终控股公司。
- 2000年，中国保险股份有限公司设立中保国际控股有限公司，并于同年6月在香港联交所上市，成为中国保险业首家上市公司。中保集团资产管理有限公司、中保集团投资控股有限公司相继成立。同时，以太平人寿和太平保险的名义，全面恢复经营国内保险业务。
- 2001年，中国保险股份有限公司新加坡分公司与太平保险有限公司新加坡分公司重组合并，以中国保险股份有限公司新加坡分公司名义对外营业。
- 2002年8月，中国保险股份有限公司正式更名为中国保险（控投）有限公司，成为中国保险业首家金融保险控股公司，香港中国保险（集团）有限公司名称获沿用。
- 2003年，中保国际成功发行1.75亿美元十年期国际优先债券，开创中国保险业发债先河。 同年，中国保险股份有限公司新加坡分公司改制为中国保险（新加坡）有限公司；中国保险股份有限公司澳门分公司改制为中国保险（澳门）股份有限公司。

### 民安保险
- 1947年上海民安产物保险有限公司筹建香港分公司。
- 1949年10月1日，香港民安保险有限公司注册成立。在香港中区皇后大道。沈日昌任经理。中国人民保险公司成立后，民安保险成为第一家接受其领导的海外公司，实收资本5000万港元。
- 1951年，民安保险完成公私合营。
- 2000年，香港民安保险有限公司与中国保险股份有限公司香港分公司、太平保险有限公司香港分公司重组合并，并以香港民安保险有限公司名义对外营业
- 2006年底，香港民安保险有限公司以民安控股名义在香港联合交易所上市挂牌。

### 太平再保险
1980年9月9日，中国再保险（香港）有限公司成立，董事长苑骅，总经理秦道夫，资本500万港元，其中中国人民保险公司占50%，中国保险公司占20%，太平保险公司占15%，香港民安保险公司占15%。设再保险部、会计部、人事部、临时分保部、电脑部等。
2000年，中国再保险（香港）有限公司改名为中国国际再保险有限公司，同年在香港上市，资产总值20.38亿港元。2009年8月改名为太平再保险有限公司。

### 中国太平保險
2009年6月29日，中国太平保险集团公司正式启用。太平保险，中国保险，民安保险旗下公司统一到“中国太平”名下。
2013年4月21日，中國太平獲財政部及中保監批准向母公司購入太平人壽25.05%、太平財險38.79%、太平資產20%及太平養老4%股權，另擬買入海外產險包括太平澳門、太平新加坡及太平英國100%、太平印尼55%股權，另擬買上海太平金融大廈等物業的股權。太平擬發新股支付收購代價
2013年12月12日，中國太平稱將向太平人壽、太平保險以及太平養老分別增資28.538億元、10億元及3億元，以增加其註冊資本。該等增資有待取得中國保監會的批准。公司指內地經營業務持續增長強勁和未來前景秀麗，增資將增強此等附屬公司各自的償付能力和資本實力，有助相關業務持續擴張
2018年，中國太平經營規模與效益協同增長，綜合實力持續提升。總保費及保單費收入達到1,996億美元，增長增長11.7％。股東應佔溢利68.84億億美元，增長增長12.2％。總資產達到 7,521億美元的賠償，較上年末增長12.8％。股東應佔總計內含價值38.832替代，較上年末的34.894增長增長11.3％，其中太平人壽內含價值較上年末增長16.2％。 價值132.37億美元，增長下降2.9％，主要受匯率變動影響，人民幣口徑增長增長1.7％。
2019年上半年，中國太平總保費及保單費收入達到1389億億美元，增長增長6.8％；股東應佔溢利67.44億億美元，增長增長29.5％；實質上基本盈利1.841減少，增長增長30.2％；股東 應佔權益717.04億美元，較上年末增長17.5％；總資產達到8,329億美元，較上年末增長10.7％；股東應佔佔有總內含價值43.570歐元，較上年末的38.832減少增長12.2％， 其中太平人壽內含價值較去年末增長12.6％。
2019年12月18日中國太平分別以18.9億元人民幣、17.7億元人民幣、16.5億元人民幣及11.8億元人民幣入股中鐵建投7.47%、中鐵昆侖17.27%、中鐵十一局10.86%和中鐵建設8.49股權

## 外部連結
- 中国太平保险集团有限责任公司